# Yerrahi
La Yerrahi (en turco Cerrahiyye, Cerrahilik) es una Orden (tariqa, pl. turūq, en turco tekke) sufi derivada de la Orden Halveti. Su fundador (Pir) fue Muhammad Nureddin al-Yerrahi, quien murió en Estambul y está enterrado en la tekke principal en Karagumruk - Estambul. Durante el periodo de dominación otamana, la Orden se expandió a través de los Balcanes, particularmente en Macedonia y en el sur de Grecia (Morea).
La Orden Halveti-Yerrahi de derviches es una organización cultural, educacional y social con miembros de diversas profesiones, etnias y nacionalidades. La principal dergah (del persa dargāh) o lugar de reunión de la orden está en Karagumruk - Estambul, y tiene ramas en algunos países europeos, así como en Australia, Sudáfrica y América.

## Fundador
Muḥammad Nureddin al-Yerrahi nació en 1678 (1089 del calendario musulmán). Era descendiente del profeta Mahoma por parte de padre (Abdullah ibn Mohammed Husameddin Istambuli) y madre (Amina Teslima Hatun). Las enseñanzas y tradiciones de esta orden sufí han pasado de un maestro a otro a través de una larga cadena de transmisión espiritual (Silsila) que procede directamente de Mahoma.
En su juventud, Muḥammad Nureddin al-Yerrahi recibió una educación privilegiada. Se formó como teólogo y se le ofreció un puesto como cadí en El Cairo, pero justo antes de partir se vio detenido por el mal tiempo y en ese lapso entró en contacto con la orden Halveti. Impresionado por el ritual del dhikr, el que sería Pir de la orden Halveti-Yerrahi decidió abandonar su carrera como teólogo y juez para comenzar una formación de siete años en la vía mística del Islam.
La fundación de la orden Halveti-Yerrahi comenzó con un sueño del Pir Mahmud Huda'i en el que el Sheikh Jevri Chelebi le decía que le diera una piel de cordero azul a Nureddin al-Yerrahi. Desde entonces, la piel azul ha sido el símbolo del líder de esta orden. Así, en el día del Miraj de 1704, Muḥammad Nureddin al-Yerrahi fue conducido hacia la piel azul, acción con la cual se fundó formalmente la orden Halveti-Yerrahi.

## Ritos y ceremonias de la orden
La Orden Halveti-Yerrahi celebra reuniones en las que los derviches (Derviche) llevan a cabo ceremonias como el Dhikr o remembranza de Allāh,  y el samā' (audición), ritual que comprende la interpretación de un género de canciones religiosas conocido como ilāhī, a menudo acompañadas por la danza del giro Giro derviche. Durante estos encuentros, los derviches acostumbran cenar, orar juntos y escuchar los discursos de sus maestros.
El ritual de iniciación de un derviche de la orden Halveti-Yerrahi se conoce como bayat (del árabe bay'a) o "tomar la mano", en referencia a un procedimiento mediante el cual el profeta Muḥammad recibía juramentos de fidelidad de sus seguidores y del cual tenemos evidencias en el Sagrado Corán. Este ritual también fue retomado para el nombramiento de los califas (véase: Califa).  Según la costumbre de la orden Halveti Yerrahi, es deseable que el aspirante a convertirse en derviche haya tenido un sueño que el Sheikh (Jeque) interprete como una señal divina de aceptación. Durante el ritual, el nuevo derviche debe dar cuatro pasos con el pie derecho que simbolizan las etapas de su camino espiritual, cada una de las cuales se considera "protegida" por un profeta: el primer paso se relaciona con la entrada a la comunidad y la aceptación del camino espiritual de la orden, y es protegida por el profeta Īsà(Jesús); el segundo paso da entrada a la dimensión de la ley islámica Sharia y está protegido por el profeta Mūsà (Moisés); el tercero es el paso de la aspiración a la Verdad Divina (ḥaqiqa), protegido por el profeta Ibrahim; finalmente, el cuarto paso es el del conocimiento sereto de Allāh (ma'rifa) y está guiado por el profeta Muḥammad. Cuando el iniciado ha dado los cuatro pasos, el Sheikh toma su mano y recita la aleya 10 de la sura 48 del Sagrado Corán. El ritual concluye cuando la comunidad de derviches recita once veces la sentencia "astagfirullah" ("pido perdón a Allāh) y siete veces la šahāda (Shahada) y el Sheikh le entrega al iniciado un gorro blanco (en caso de que sea hombre) o un velo (en caso de que sea mujer) y un Tasbih.

## La orden Halveti Yerrahi en Occidente
La Orden se expandió a los países occidentales a través del 19º Gran Sheikh Muzaffer Ozak al-Yerrahi (también conocido como "Muzaffer Efendi"), quien murió en 1985. 
La presencia en el continente americano de esta orden sufi se originó en Estados Unidos con la visita del Sheikh Muzzaffer Ozak al-Yerrahi a ese país. Fue en Estados Unidos (Nueva York),en la década de 1970, que el periodista Lex Hixon recibió la iniciación a la tradición sufi  y adoptó el nombre de Nur al-Anwar al-Yerrahi al-Halveti. Al morir el Sheikh Nur, la tekke de Nueva York quedó a cargo de Fárija al-Yerrahi, a quien Muzzaffer Ozak también había investido con el rango de "Sheikha".

## Gran Sheikh
- Desde 1985 a 2000 el Gran Sheyj fue Sefer Dal Efendi.

- Desde 2000 el Gran Sheyj es Tugrul Efendi.